# Debates para as eleições presidenciais portuguesas de 1991
A temporada de debates para as eleições presidenciais portuguesas de 1991 consistiram numa série de debates que foram realizados entre 17 de dezembro de 1990 e janeiro de 1991 entre os candidatos à presidência da república de Portugal em 1991: o líder histórico do PS, ex primeiro-ministro e então Presidente da República Mário Soares (apoiado pelo PS e pelo PPD/PSD (apoio tácito)), o jurista e então secretário-geral do CDS Basílio Horta (apoiado pelo CDS), o economista Carlos Carvalhas (apoiado pelo PCP) e Carlos Marques (apoiado pela UDP). 

## Cronologia
Os debates para as eleições presidenciais 1991 foram transmitidas pela RTP1 e RTP2.

### Intervenientes
- Mário Soares (PS, PPD/PSD)
- Basílio Horta (CDS)
- Carlos Carvalhas (PCP)
- Carlos Marques (UDP)

| Data                   | Intervenientes                                                 | Moderador(es)   | Canal |
| ---------------------- | -------------------------------------------------------------- | --------------- | ----- |
| 4 de dezembro de 1990  | Carlos Carvalhas vs. Carlos Marques                            | -               | RTP1  |
| 6 de dezembro de 1990  | Mário Soares vs. Basílio Horta                                 | Mário Crespo    | RTP1  |
| 11 de dezembro de 1990 | Carlos Carvalhas vs. Mário Soares                              | -               | RTP1  |
| 13 de dezembro de 1990 | Basílio Horta vs. Carlos Marques                               | -               | RTP1  |
| 19 de dezembro de 1990 | Carlos Marques vs. Mário Soares                                | -               | RTP1  |
| 20 de dezembro de 1990 | Basílio Horta vs. Carlos Carvalhas                             | -               | RTP1  |
| 21 de dezembro de 1990 | Mário Soares, Basílio Horta, Carlos Carvalhas e Carlos Marques | Joaquim Furtado | RTP2  |